# 東京大学大学院農学生命科学研究科・農学部

東京大学大学院農学生命科学研究科・農学部のロゴ

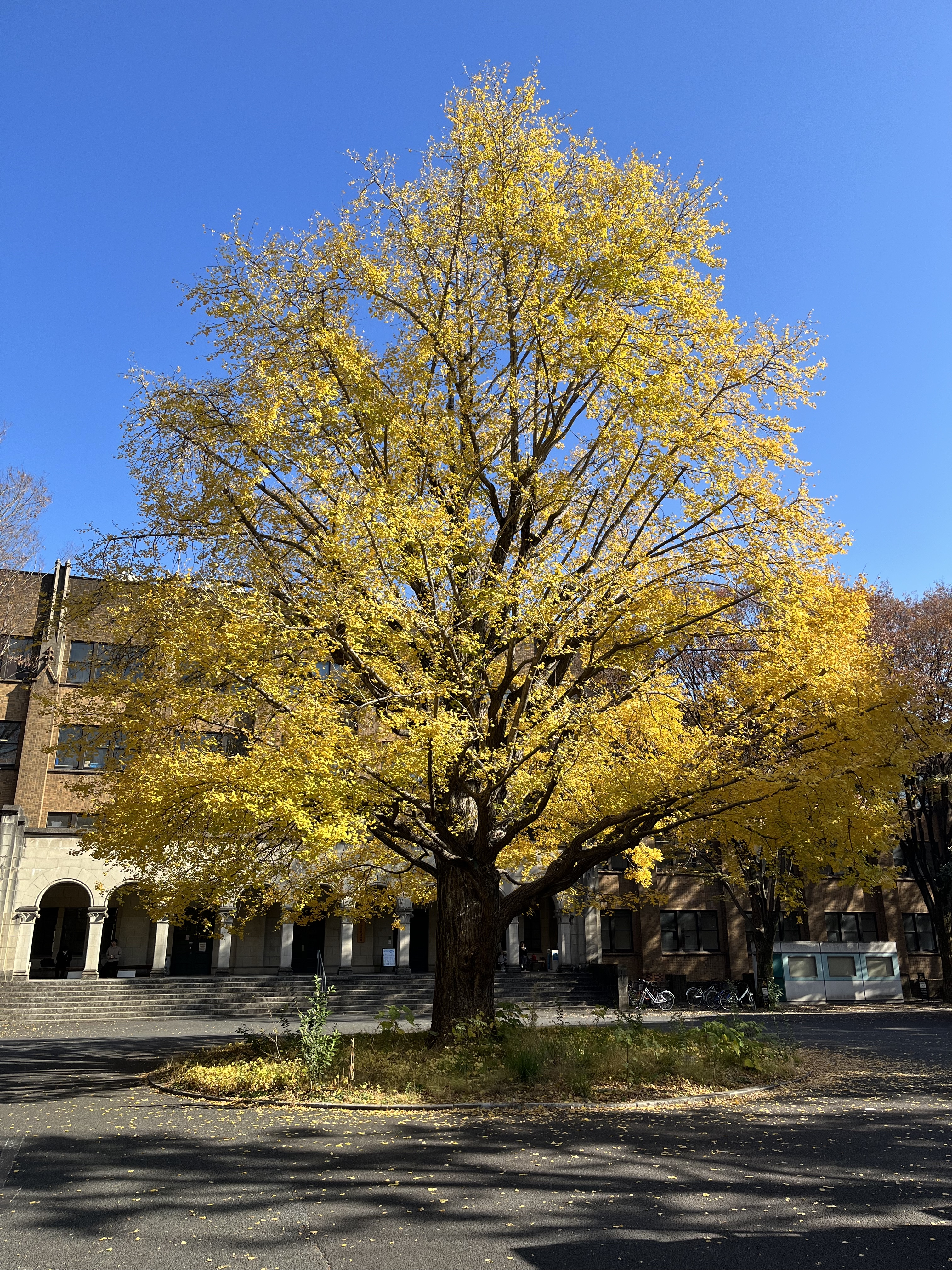
東京大学弥生キャンパス3号館前（2023年）

東京大学農学部（とうきょうだいがく のうがくぶ、英称：Faculty of Agriculture）は、東京大学の後期課程に設置される学部の一つである。また、東京大学大学院農学生命科学研究科（とうきょうだいがくだいがくいん のうがくせいめいかがくけんきゅうか、英称：Graduate School of Agricultural and Life Sciences）は、東京大学に設置される研究科の一つである。

## 所在地

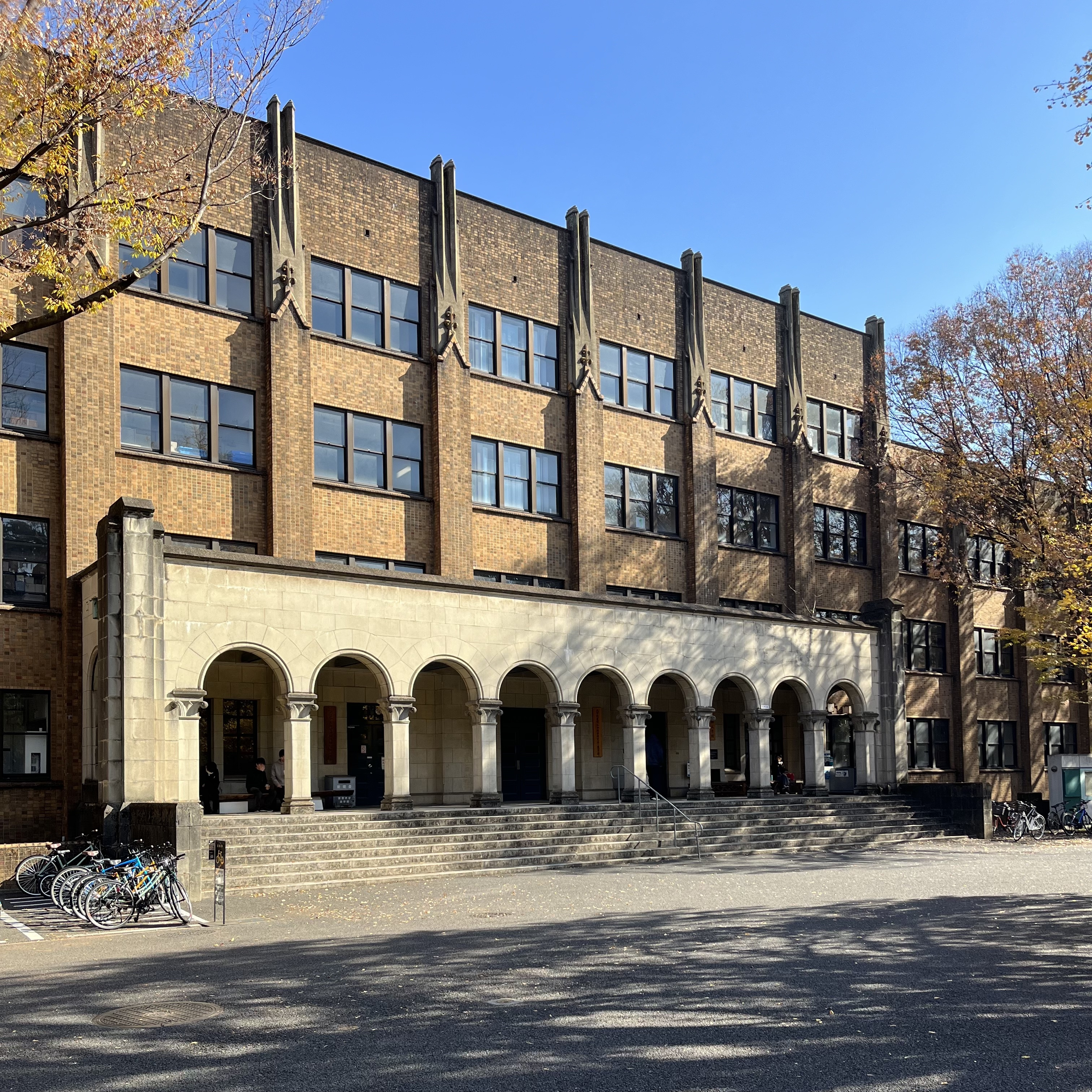
東京大学弥生キャンパス3号館（2023年）

主要施設は東京都文京区弥生の東京大学弥生キャンパス内に設置されている（キャンパス設置の経緯は#東京帝国大学農学部を参照）。その他、農場、演習林などの施設を全国に有している（#附属施設参照）。

## 沿革

### 東京帝国大学農学部

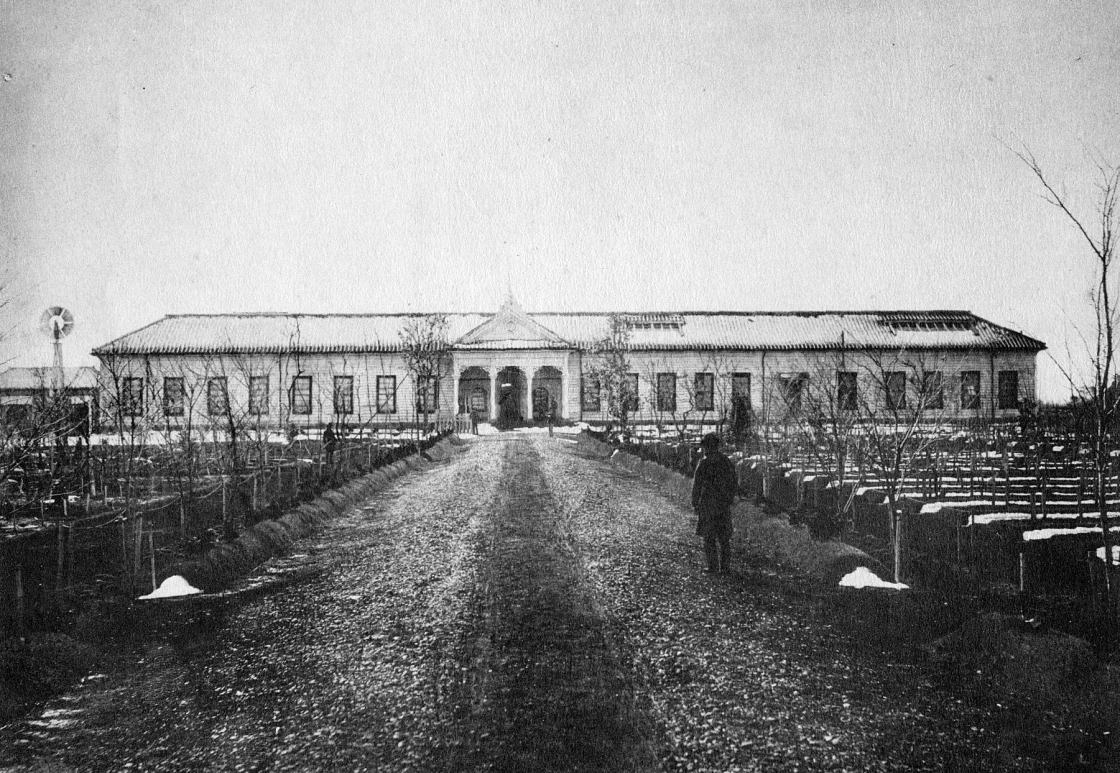
農科大学講堂

1886年（明治19年）設立の農商務省東京農林学校が1890年（明治23年）に文部省（現：文部科学省）へ移管されて、帝国大学に農学の分科大学として設置された帝国大学農科大学は、1897年（明治30年）に東京帝国大学農科大学となり、さらに1919年（大正8年）には東京帝国大学農学部となった。
農学部は駒場農学校以来、駒場の地に所在していたが、関東大震災後の1931年（昭和6年）に第一高等学校と東京帝国大学との敷地交換が決定し、1935年（昭和10年）に農学部は本郷（現在の弥生キャンパス）に移転した。
文部省と大学側で協議し、帝国大学農学部では農学科から農芸化学科を分離させ、学部全体で20講座体制でスタートさせた。1925年（大正14年）には農業経済学科、1935年（昭和10年）には農業土木学科がそれぞれ講座から分離独立して学科に昇格し、以後、農業工学科、畜産学科など農学部内の学科は4学科にまで分化した。農学部共通講座として動物学と植物学講座を設置していたが、両方とも後に林学科に抱合されている。

### 東京大学農学部
第二次世界大戦後、1949年（昭和24年）の学制改革による学制改組後の新制大学として発足した新制東京大学では農学部組織は数次の改編を経て、1964年（昭和39年）には農業生物学科、農芸化学科、林学科、水産学科、農業経済学科、農業工学科（農業土木学専修、農業機械学専修）、畜産獣医学科、林産学科の8学科体制となった。
学科制廃止前の1993年（平成5年）時点での学科及び講座は以下（全71講座）。
- 農業生物学科 10講座（農学第二、第三, 植物病理学, 養蚕学, 育種学, 園芸学第一、第二, 生物測定学, 放射線遺伝学, 害虫学）
- 農芸化学科 16講座（植物栄養・肥料学, 生物化学, 栄養化学・畜産栄養学, 有機化学, 醗酵学, 土壌学, 生物有機化学, 食糧化学, 微生物利用学, 畜産物利用学, 分析化学, 酵素学, 農薬学, 微生物学, 食品工学, 細胞遺伝学）
- 林学科 8講座（森林経理学, 造林学, 林政学, 森林理水及び砂防学, 森林利用学, 森林植物学, 森林動物学, 森林風致計画学）
- 林産学科 6講座（森林化学, 木材化学, 高分子材化学, 木材物理学, 木質材料学, パルプ学・製糸学）
- 獣医学科 14講座（動物育種繁殖学, 獣医解剖学, 獣医生理学, 比較病態生理学, 獣医内科学, 獣医外科学, 獣医病理学, 獣医薬理学, 獣医微生物学, 実験動物学, 獣医公衆衛生学, 獣医臨床病理学, 獣医生化学, 獣医動物行動学）
- 水産学科 6講座（水産学第一、第二、第三、第四, 水産海洋学, 水産化学）
- 農業経済学科 5講座（農学第一, 農政学・経済学第一、第二、第三, 農業史）
- 農業工学科 6講座（農地工学, 農業水利学, 農業地水学, 環境調節工学, 農業機械学, 農産機械学）。

1994年（平成6年）、学科制を廃止し、現在の課程制に移行した。

## 教育と研究

### 組織

#### 農学部
農学部には上述のように従来は学科が設置されていた（現在の専修に相当）が、1994年（平成6年）に課程制へ移行し5課程（応用生命科学、生物環境科学、生物生産科学、地域経済・資源科学、獣医学）が設置された。獣医学課程を除く各課程には複数の専修が置かれ、それらの専修が実験・実習ごとに1類から10類のいずれかに属するという複雑なシステムであった（獣医学課程獣医学専修は単独で8類を構成していた）。「課程」が縦割り組織であるのに対し、「類」は横割りの分類であると言える。
その後、2006年度（平成18年度）入学者より以下の3課程15専修に再編され、同時に類の区分も廃止された。
1988年（昭和63年）に畜産獣医学科から改称した、現在の獣医学課程に相当する獣医学科は、1984年（昭和59年）より6年制となった。
農学部のスクールカラーは   紫色である。
- 応用生命科学課程
  - 生命化学・工学専修（旧農芸化学科）[2]
  - 応用生物学専修[3]
  - 森林生物科学専修[4]
  - 水圏生物科学専修（旧水産学科）[5]
  - 動物生命システム科学専修[6]
  - 生物素材化学専修[7]
- 環境資源科学課程
  - 緑地環境学専修[8]
  - 森林環境資源科学専修[4]
  - 木質構造科学専修[9]
  - 生物・環境工学専修[10]
  - 農業・資源経済学専修[11]
  - フィールド科学専修[12]
  - 国際開発農学専修[13]
- 獣医学課程（旧獣医学科、6年制）
  - 獣医学専修[14]

#### 大学院農学生命科学研究科
1953年（昭和28年）に新制東京大学大学院が設置された際、農学部の各学科に対応する専門課程は、社会科学研究科・数物系研究科・化学系研究科・生物系研究科に分かれて設置された。農業経済学専攻が社会科学研究科に、 農業工学専攻が数物系研究科に、農芸化学専攻は化学系研究科に、 農学専攻、畜産学専攻、獣医学専攻、林業学専攻、林学専攻、水産学専攻、水産学専門課程が 生物系研究科に、それぞれ分かれていた。
1965年（昭和40年）に改組されて農学系研究科が設置された。農学系研究科は、1994年（平成6年）に大学院農学生命科学研究科に改称されるとともに大学院重点化が開始され、1996年（平成8年）に重点化が完了した（10専攻）。その後、1997年（平成9年）に農学国際専攻、2000年（平成12年）に生圏システム学専攻が設置された。
- 生産・環境生物学専攻（旧農学専攻）
資源創成生物学講座、応用生物学領域講座、基礎生物学領域講座、協力講座（アジア生物資源学：アジア生物資源環境研究センター）、寄付講座（植物医科学）
- 応用生命化学専攻（旧農芸化学専攻・応用生命工学専攻）[2]
生物機能化学講座、生物生産化学講座、食品科学講座、協力講座（生体化学：定量生命科学研究所）、寄付講座（機能性食品ゲノミクス）、寄付講座（味覚サイエンス）
- 応用生命工学専攻（旧農芸化学専攻・応用生命工学専攻）[2]
生物分子工学講座、生物機能工学講座、協力講座（細胞・分子生物学：分子細胞生物学研究所）、協力講座（生物生産工学：生物生産工学研究センター）
- 森林科学専攻（旧林業学専攻・林産学専攻）
森林生命環境科学講座、森林資源環境科学講座、協力講座（アジア生物環境学：アジア生物資源環境研究センター）
- 水圏生物科学専攻（旧水産学専攻）
水圏生物工学講座、水圏生命科学講座、水圏生産環境科学講座、協力講座（海洋生物科学：大気海洋研究所）
- 農業・資源経済学専攻（旧農業経済学専攻）
国際食料システム学講座、農業構造・経営学講座、開発政策・経済学講座、協力講座（汎アジア経済論：東洋文化研究所）
- 生物・環境工学専攻（旧農業工学専攻）
生物環境情報工学講座、地域環境工学講座、生物システム工学講座、連携講座（エコロジカル・セイフティー学：農業環境技術研究所）
- 生物材料科学専攻
生物素材科学講座、材料・住科学講座、バイオマス化学講座
- 農学国際専攻
国際動物生産学講座、国際植物生産学講座、地球生物環境学講座、国際開発環境学講座、連携講座（森林総合研究所、国際農林水産業研究センター、食品総合研究所、動物衛生研究所）
- 生圏システム学専攻
生物保全学講座、生圏管理学講座、協力講座（生圏相関科学）、連携講座（エコロジカル・セイフティー学：農業環境技術研究所）
- 応用動物科学専攻
高次生体制御学講座、動物機能科学講座
- 獣医学専攻（旧獣医学・畜産学専攻、4年制博士課程）
比較動物医科学講座、病態動物医科学講座

#### 附属施設
2000年（平成12年）4月1日より全て農学生命科学研究科附属となった。同時に通称が定められた。
所在地は記載のあるものを除き、弥生キャンパス（農学部構内）である。
農学生命科学研究科附属

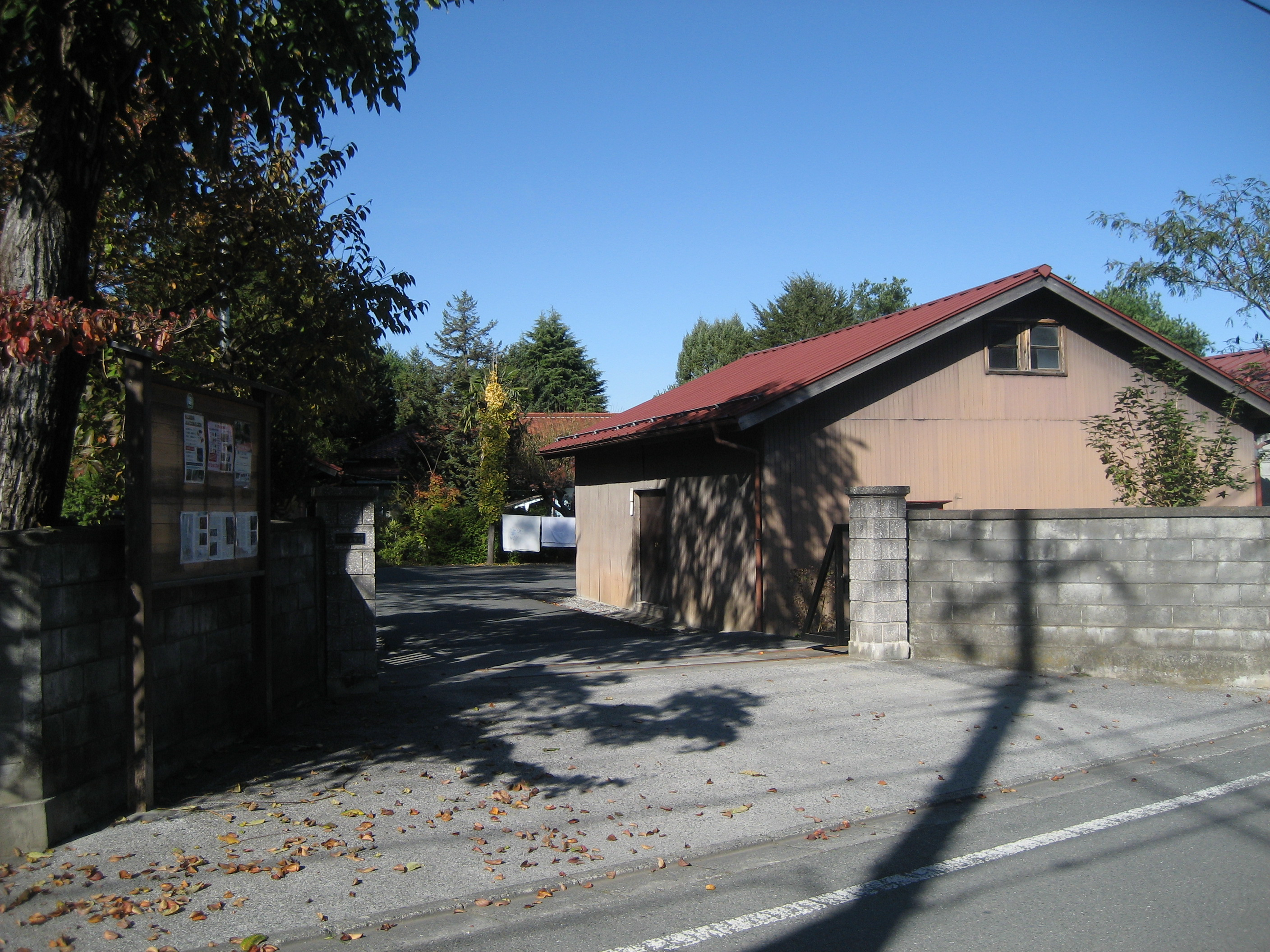
秩父演習林（2013年）

- 生態調和農学機構 (ISAS)（東京都西東京市）：1906年（明治39年）設置、1935年（昭和10年）現在地に移転（西東京フィールド）、千葉県千葉市花見川区（緑地植物実験地※2012年閉所）

研究科附属農場（通称：耕地生産教育研究センター、東京都西東京市）と附属緑地植物実験所（通称：緑地生物教育研究センター、千葉県千葉市花見川区）：1954年（昭和29年）園芸実験所として開設、1965年（昭和40年）設置、1975年（昭和50年）改称、を改組統合して、さらに附属演習林田無試験地の教育研究機能も組み込み、2010年（平成22年）4月1日に設置された。以下の3研究領域で構成されている。
- 情報・社会研究領域
- 農林生態系研究領域

田無試験地および旧緑地植物実験所に対応している。
- 生物・物質循環領域

旧農場に対応している。旧農場には、現在の西東京フィールドに相当する多摩農場に加え、1926年（大正15年）3月31日に神奈川県中郡二宮町に開園した二宮果樹園を有していたが、2008年（平成20年）3月19日に閉園され、その機能は多摩農場敷地内に移転された。
- 演習林（通称：科学の森教育研究センター）

- 北海道演習林（北海道富良野市）：1899年（明治32年）設置
- 千葉演習林（千葉県鴨川市）：1894年（明治27年）設置
- 秩父演習林（埼玉県秩父市）：1916年（大正5年）設置
- 田無演習林（東京都西東京市）：1929年（昭和4年）田無苗圃として設置、1963年（昭和38年）改称
- 生態水文学研究所（愛知県瀬戸市）1922年（大正11年）愛知演習林として設置，2011年（平成23年）改称
- 富士癒しの森研究所（山梨県南都留郡山中湖村）1925年（大正14年）富士演習林として設置，2011年（平成23年）改称
- 樹芸研究所（静岡県賀茂郡南伊豆町）1943年（昭和18年）設置

- 動物医療センター（ベテリナリーメディカルセンター（VMC））1880年（明治13年）農学校に家畜病院として開設，2007年（平成19年）改称
- 水産実験所（通称：水圏生物教育研究センター）（静岡県浜松市）：1936年（昭和11年）設置、1970年（昭和45年）現在地に移転
- 牧場（通称：高等動物教育研究センター）（茨城県笠間市）：1949年（昭和24年）設置
- アイソトープ農学教育研究施設：1982年（昭和57年）放射性同位元素施設として設置，2017年（平成29年）改称
- 放射線育種場共同利用施設（茨城県常陸太田市）：1965年（昭和40年）設置，2024年（令和6年）廃止
- 技術基盤センター：2006年（平成18年）設置

- バイオトロン：1957年（昭和32年）設置，2010年（平成22年）技術基盤センター内の施設として統合
- 小石川樹木園（小石川植物園北）：1909年（明治42年）設置の樹木実験圃場を改組して2004年（平成16年）設置，2010年（平成22年）技術基盤センター内の施設として統合

- 食の安全研究センター：2006年（平成18年）設置
- アグロバイオテクノロジー研究センター：1984年（昭和59年）設置の生物生産工学研究施設が廃止され，1993年（平成5年）生物生産工学研究センターとして学内共同教育研究施設となり，2021年（令和3年）に改組・改称され附属施設として設置
- アジア生物資源環境研究センター：1995年（平成7年）学内共同教育研究施設として設置，2021年（令和3年）に改組され附属施設として設置

戦前はこれらの他にも、日本統治時代の台湾や樺太、朝鮮などに演習林を保有していた。

## 施設等
- キャンパスについて → 東京大学本郷地区キャンパス#弥生キャンパスを参照
- 代表的な建造物について → 東京大学の建造物#弥生キャンパスを参照
- 上野英三郎博士とハチ公の像